# Parallel
Parallel (с англ. — «Параллельный») — пятый мини-альбом южнокорейской гёрл-группы GFriend. Был выпущен лейблом Source Music в цифровом и физическом виде 1 августа 2017 года и распространен Kakao M. Альбом содержит восемь песен, в том числе сингл «Love Whisper», и один инструментальный трек. По состоянию на август 2017 года было продано более 60,000 физических копий. Альбом был переиздан 13 сентября под названием Rainbow с синглом «Summer Rain» и одноимённым бонус-треком.

## Коммерческий успех

### Parallel
Parallel дебютировал на 3-й строчке в альбомном чарте Gaon, в чарте от 30 июля-5 августа 2017 года. Альбом также дебютировал на 10-й строчке в американском мировом альбомном чарте, на неделе, заканчивающейся 19 августа. Альбом дебютировал на 5-q строчке в альбомном чарте Gaon за август 2017 года с 61,473 проданными физическими копиями.
Три песни из альбома вошли в цифровой чарт Gaon в выпуске чарта от 30 июля—5 августа 2017 года: «Love Whisper» на 2-й строчке; «One Half» на 52-й строчке и «Ave Maria» на 72-й строчке.

### Rainbow
Rainbow дебютировал на 2 строчке в альбомном чарте Gaon от 10-16 сентября 2017 года.
Две новые песни из переиздания вошли в цифровой чарт Gaon за сентябрь 10-16, 2017. «Summer Rain» вошёл на 11 строчку, а «Rainbow» на 86 строчке.

## Трек-лист
| №                   | Название                                           | Текст песни         | Музыка                      | Arrangement             | Длительность |
| ------------------- | -------------------------------------------------- | ------------------- | --------------------------- | ----------------------- | ------------ |
| 1.                  | «Intro (Belief)»                                   |                     | Iggy Seo                    | Iggy Seo                | 1:12         |
| 2.                  | «Love Whisper» (귀를 기울이면; Gwireul Giurimyeon) | Iggy Youngbae       | Iggy Youngbae               | Iggy Youngbae           | 3:32         |
| 3.                  | «Ave Maria» (두 손을 모아; Du Soneul Moa)          | Megatone Ferdy      | Megatone Ferdy              | Megatone Ferdy          | 3:18         |
| 4.                  | «One Half» (이분의 일 1/2; Yibuneui Il 1/2)        | Iggy Youngbae       | Iggy Youngbae               | Iggy Youngbae           | 3:34         |
| 5.                  | «Life Is a Party»                                  | Mafly Ponde         | Hyuk Shin RE:ONE Davey Nate | RE:ONE                  | 3:00         |
| 6.                  | «Red Umbrella» (빨간 우산; Ppalgan Usan)           | Heuktae             | Heuktae Jang Jungseok       | Jang Jungseok           | 3:26         |
| 7.                  | «Falling Asleep Again» (그루잠; Geurujam)          | Mafly               | Noh Joohwan Lee Wonjong     | Noh Joohwan Lee Wonjong | 3:44         |
| 8.                  | «Love Whisper» (Instrumental)                      |                     | Iggy Youngbae               | Iggy Youngbae           | 3:32         |
| Общая длительность: | Общая длительность:                                | Общая длительность: | Общая длительность:         | Общая длительность:     | 25:18        |

| №                   | Название                                           | Текст песни         | Музыка                                   | Arrangement             | Длительность |
| ------------------- | -------------------------------------------------- | ------------------- | ---------------------------------------- | ----------------------- | ------------ |
| 1.                  | «Intro (Belief)»                                   |                     | Iggy Seo                                 | Iggy Seo                | 1:12         |
| 2.                  | «Love Whisper» (귀를 기울이면; Gwireul Giurimyeon) | Iggy Youngbae       | Iggy Youngbae                            | Iggy Youngbae           | 3:32         |
| 3.                  | «Summer Rain» (여름비; Yeoreumbi)                  | Iggy Youngbae       | Iggy Youngbae                            | Iggy Youngbae           | 3:20         |
| 4.                  | «Rainbow»                                          | Mafly               | Fuxxy Vincenzo Any Masingga Anna Timgren | Fuxxy                   | 3:52         |
| 5.                  | «Ave Maria» (두 손을 모아; Du Soneul Moa)          | Megatone Ferdy      | Megatone Ferdy                           | Megatone Ferdy          | 3:18         |
| 6.                  | «One Half» (이분의 일 1/2; Yibuneui Il 1/2)        | Iggy Youngbae       | Iggy Youngbae                            | Iggy Youngbae           | 3:34         |
| 7.                  | «Life Is a Party»                                  | Mafly Ponde         | Hyuk Shin RE:ONE Davey Nate              | RE:ONE                  | 3:00         |
| 8.                  | «Red Umbrella» (빨간 우산; Ppalgan Usan)           | Heuktae             | Heuktae Jang Jungseok                    | Jang Jungseok           | 3:26         |
| 9.                  | «Falling Asleep Again» (그루잠; Geurujam)          | Mafly               | Noh Joohwan Lee Wonjong                  | Noh Joohwan Lee Wonjong | 3:44         |
| 10.                 | «Summer Rain» (Instrumental)                       |                     | Iggy Youngbae                            | Iggy Youngbae           | 3:20         |
| Общая длительность: | Общая длительность:                                | Общая длительность: | Общая длительность:                      | Общая длительность:     | 32:23        |

## Чарты
| Чарты (2017)                      | Пиковые позиции |
| --------------------------------- | --------------- |
| Япония (Oricon)                   | 105             |
| Республика Корея (Gaon)           | 3               |
| Китайская Республика (Five Music) | 1               |
| США (Billboard)                   | 10              |

## Продажи
| Регион                  | Продажи |
| ----------------------- | ------- |
| Республика Корея (Gaon) | 61,472+ |
| Япония (Oricon)         | 1,269+  |

## Награды и номинации
| Песеня                    | Программа          | Дата              |
| ------------------------- | ------------------ | ----------------- |
| «Love Whisper»            | The Show (SBS MTV) | 8 августа, 2017   |
| Show Champion (MBC Music) | 9 августа, 2017    |                   |
| Music Bank (KBS)          | 11 августа, 2017   |                   |
| Inkigayo (SBS)            | 13 августа, 2017   |                   |
| «Summer Rain»             | The Show (SBS MTV) | 19 сентября, 2017 |
| «Summer Rain»             | M Countdown (Mnet) | 21 сентября, 2017 |